# Верещагин, Николай Константинович
Николай Константинович Верещагин (род. 27 октября 1958, Москва) — российский математик, профессор кафедры математической логики и теории алгоритмов Механико-математического факультета МГУ (с 1 сентября 1984), доктор физико-математических наук (1996). Автор и соавтор более 100 публикаций в международных рецензируемых научных изданиях и 8 книг.

## Биография
Николай Константинович родился 27 октября 1958 г. в Москве, рос и учился в Москве.
С 1 по 8 класс учился в 51 школе Москвы с углубленном изучением немецкого языка, после чего перешёл в математическую школу № 179, которую закончил в 1976 году.
Учился в МГУ имени М. В. Ломоносова на механико-математическом факультете, окончил его в 1981 году, позднее там же окончил аспирантуру. В 1986 году защитил кандидатскую диссертацию под руководством В. А. Успенского, а в 1996 году защитил диссертацию на степень доктора физико-математических наук по теме «Релятивизуемость в структурной теории сложности вычислений» . Работал на кафедре математической логики и теории алгоритмов сначала в качестве ассистента, потом — преподавателя, а с 1997 года является её профессором.
Опубликовал несколько монографий (в соавторстве) по математической логике и теории алгоритмов.
С 2014 года является членом Европейской академии. В 2024 году получил премию А. Н. Колмогорова РАН за цикл работ «Колмогоровская сложность и её применения в статистике, логике и защите информации».
Семья.
Его отец — Верещагин Константин Николаевич (1917—1996) — инженер-подполковник, участник ВОВ. Мать — Серебрякова Татьяна Александровна (1920—1999), преподаватель русского языка и литературы. Дети: Верещагина Ольга
Николаевна (1982—2010), дизайнер одежды, Верещагина (по мужу Николлс) Анастасия Николаевна, 1983 г.р., компьютерный дизайнер, Верещагин Константин Николаевич 1987 г.р., программист.
Николай Константинович — потомок дворянского рода Верещагины.
Среди его близких и дальних родственников находились: Верещагин Никита Никитич, родоначальник династии, дьяк дворцового приказа, на 1581 г. участник съезда русских и польских послов в Ям-Зампольском для заключения перемирия с Польшей; В 1697 г. трое братьев Верещагиных
(Михаил, Сергей и Афанасий Ивановичи) по указу Петра I обучались итальянскому языку в школе братьев Лихудов в Москве, после чего Сергей Верещагин прошел подготовку в Венеции и стал одним из первых мичманов морского флота в России; Верещагин Иван Афанасьевич Большой, камердинер, ключник царевича Алексея Петровича казнен в 1716 г. по приказу Петра I за то, что скрыл от царя побег наследника за границу; Верещагин Андрей Николаевич (1834—1867), штабс-капитан, участник обороны Севастополя в 1854 г.; Верещагин Яков Николаевич (1838—1899), выпускник Михайловской артиллерийской академии, генерал-майор; Верещагин Андрей Андреевич(1863—1937), прокурор в Туле, Красноярске, Иркутске, репрессирован в 1937 г., расстрелян, реабилитирован в 1957 г. Среди представителей рода есть ученые с мировой известностью: Верещагин Глеб Юрьевич (1889—1944), гидробиолог, байкаловед, доктор географических наук, член-корреспондент АН СССР; Арнольди Владимир Митрофанович (1871—1924), морфолог растений, альголог, член-корреспондент АН СССР; Верещагин Андрей Константинович (1896—1959), физик, инженер-подполковник, автор метода графического решения статически
неопределимых систем, вошедший в учебники сопротивления материалов как «метод Верещагина», автор ряда изобретений, в том числе неконтактного взрывателя торпед; Арнольд Владимир Игоревич (1937—2010), математик, академик АН СССР, его лекции слушал Николай Константинович Верещагин во время учебы в университете. Источник: Н. Н. Сухова «Верещагины: истоки дворянского рода», Москва, «Старая Басманная», 2021 г.